# Zamastotjtja
Zamastotjtja (belarusiska: Замасточча) är en ort i Belarus. Den är belägen i Minsks voblast, i den centrala delen av landet, 22 km öster om huvudstaden Minsk. Zamastotjtja ligger 190 meter över havet och antalet invånare är 2 500.

## Natur och klimat
Terrängen runt Zamastotjtja är platt. Närmaste större samhälle är Kalodzisjtjy, 14,9 km norr om Zamastotjtja.
Trakten runt Zamastotjtja består till största delen av jordbruksmark. Runt Zamastotjtja är det ganska glesbefolkat, med 27 invånare per kvadratkilometer. Trakten ingår i den hemiboreala klimatzonen. Årsmedeltemperaturen i trakten är 4 °C. Den varmaste månaden är juli, då medeltemperaturen är 19 °C, och den kallaste är februari, med −12 °C.